# Земетресение в Юннан (2006)
Земетресението в провинция Юннан, югоизточен Китай през юли 2006 г. е с магнитуд 5,2 по скалата на Рихтер. Земетресението е усетено в 01:10 UTC (09:10 местно време) на 22 юли 2006 г. Епицентърът се намира на 35 km от град Заотонг и на 1740 km от столицата Пекин.
Китайски източници сочат 19 жертви и около 100 ранени, както и щети по сгради и съоръжения. Има проблеми и при железопътните служби. Затворени са част от железопътните линии водещи до административния цетър Кунмин.